# CZ SA Vz.58
CZ Sa vz.58 (чеськ. Samopal vzor 58 — автомат зразка 1958) — автомат (автоматичний карабін), розроблений в Чехословаччині в 1958 році на державному збройовому підприємстві Česká Zbrojovka в місті Угерський Брод. Перебуває на озброєнні армій України, Чехії і Словаччини. 2010 року почалося виробництво автоматів CZ 805, призначених для його заміни.

## Опис

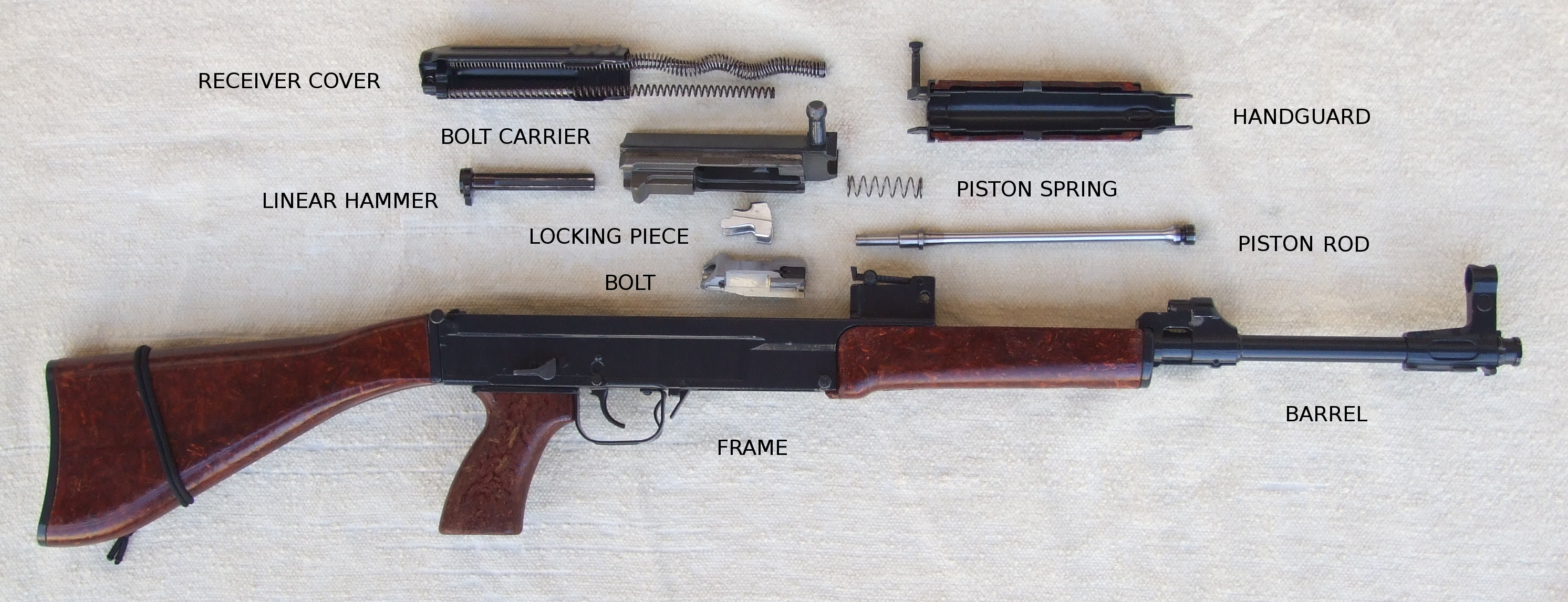
Vz.58 після неповного розбирання

Автомат ззовні схожий на АК,але відрізняється від нього конструктивно,деталі Vz.58 і АК в тому числі магазини не є взаємозамінними. Замикання ствола,Vz.58 відбувається бойової личинкою, встановленими на нижній частині затвора. Автоматика Sa vz.58 заснована на відводі порохових газів з каналу ствола. Газовий поршень з коротким ходом має власну зворотну пружину. УСМ — ударникового типу, дозволяє вести стрілянину одиночними і безперервними чергами. Трьохпозиційний запобіжник-перекладач розташований праворуч над пістолетною рукояткою.
Автомат відрізняється високою якістю виготовлення. Кришка затвора випрессована з листової сталі. Є хромування затвора, газових тяг і каналу ствола, а також фосфатування зовнішніх поверхонь всіх деталей, які також для захисту від корозії покриті спеціальним лаком. Приклад, пістолетна рукоятка і цівка виконані з дерева (ранні зразки), або з пластика з дерев'яним наповненням (пізні зразки).
До автомата може кріпитися багнет-ніж, а також (для деяких зразків) сошки і підствольний гранатомет.

## Варіанти

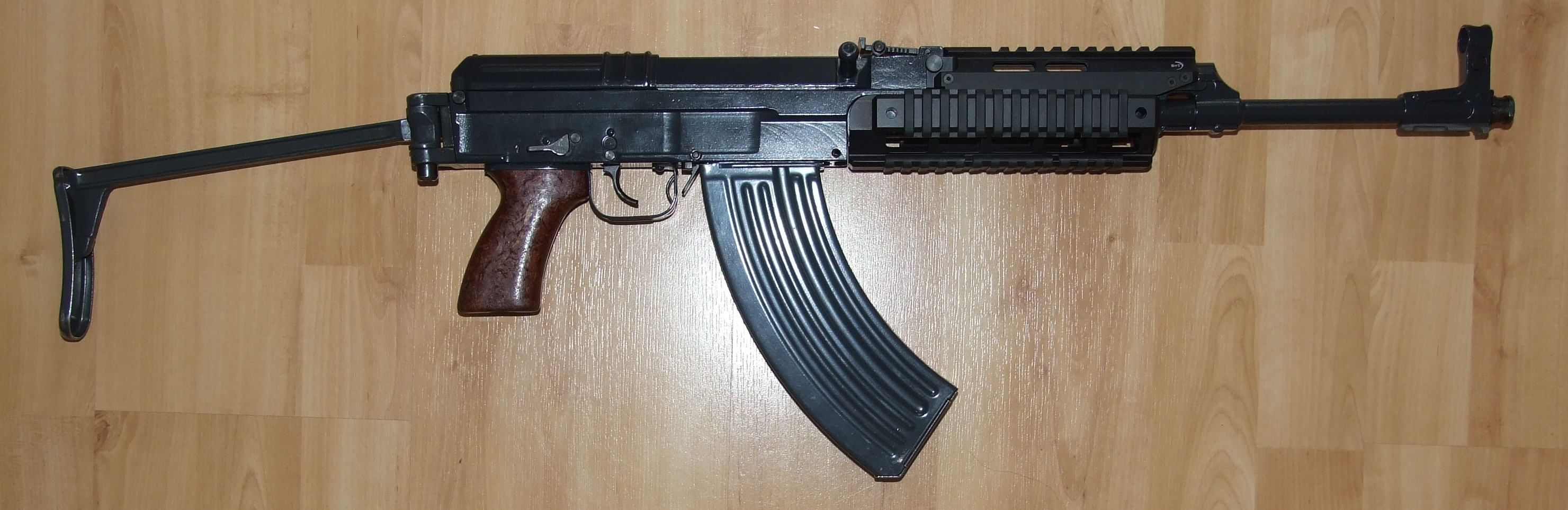
Sa vz. 58 V

- Sa vz.58P — базовий варіант;
- Sa vz.58V — варіант зі складним вправо металевим прикладом;
- Sa vz.58Pi — варіант з масивним конічним полум'ягасником і кріпленням для нічних прицілів.

## Користувачі
- Чехословаччина
- Чехія
- Україна — на тлі російського вторгнення в Україну, 26 лютого МО Чехії повідомило про відправлення в Україну серед іншої термінової військової допомоги 5 000 одиниць автоматів vz.58[3].

## Застосування в правопорушеннях
Цю гвинтівку використовував Любомир Гарман під час стрілянини в Братиславі.

### Відео
- Розбирання автомата Vz. 58/CZ 858 Tactical на YouTube (англ.)